# カスミ
株式会社カスミ（英: KASUMI CO., LTD.）は、茨城県つくば市に本社を置き、関東地方で「カスミ」を冠する4種並びに「FOOD OFFストッカー」（フードオフストッカー）、「BLANDE」（ブランデ）の屋号でスーパーマーケットチェーンを展開する企業である。
2015年（平成27年）3月2日に、マルエツやマックスバリュ関東と共にユナイテッド・スーパーマーケット・ホールディングス株式会社（U.S.M.H）を設立し、その傘下に入った。

## 概要
茨城県つくば市（筑波研究学園都市）に本社を置く食品主体のスーパーで、茨城県（108店舗）の主に県南地域（うち51店舗）を中心に千葉県（35店舗）、埼玉県（33店舗）、栃木県（7店舗）、群馬県（4店舗）、東京都（2店舗）と関東地方に合計188店舗（2019年3月末時点）を持つ。本社のあるつくばエクスプレス沿線では、八潮市以北の全自治体に店舗を有する。2022年（令和4年）には、新業態の「BLANDE」1号店が開店した。
一時は、食品スーパー事業以外にもファミリーレストラン、コンビニエンスストア、ホームセンター、家電販売、不動産業など幅広く事業を展開していた。業績の悪化により事業の撤退や大幅な縮小に追い込まれ、2003年（平成15年）6月にイオングループとの資本・業務提携が発表され、創業者の神林一族に代わってイオンが筆頭株主となった。
現在では、イオングループの一員になっており、プライベートブランド（PB）商品「トップバリュ」の導入や、「イオンクレジットサービス」によるクレジットカード「カスミカード」の発行開始など、徐々にイオングループ色が強くなりつつあるが、その一方で「イオン商品券」が使用できない。電子マネーWAONは全店で利用可能となっている。

## 歴史

### 1号店の開店まで
1958年（昭和33年）10月1日に西武ストアー（後の西友）土浦店が、セルフサービス方式を導入したスーパーマーケットを開業。それを見た神林照雄が、セルフサービス方式のチェーンストアにより、消費者が安く買える時代の到来を感じ、自身が常務取締役を務めていた霞百貨店の役員会で繰り返しチェーンストア化を図る必要性を説いたが、社長を含む他の役員が投資額が巨額である事等を理由に消極姿勢であった為、中々実現しなかった。
しかし、百貨店の店舗改築工事の際の金銭スキャンダルで社長が失脚。代わりに外部から新たな社長が招聘されると、その社長が神林の意見を取り入れ、霞百貨店の関連会社として、1961年（昭和36年）6月16日に株式会社霞ストアーを設立。その実質的な経営を神林に委ね、翌月7月に茨城県石岡市に1号店として、石岡金丸店を開店して事業を開始した。

### 神林照雄の社長就任と霞百貨店からの自立
1964年（昭和39年）9月に霞百貨店が京成電鉄の傘下に入ったため、神林は霞百貨店の常務取締役を辞任して同社を離れる事にしたが、その際に霞ストアーの社員から依頼された為神林は同社の事業に携わり続け、1967年（昭和42年）9月に同社の代表取締役に就任した。
この時点では無償で借りた茨城県土浦市大町の木造平屋の建物に本部を置いていたが、1968年（昭和43年）10月に、本部を土浦市東中貫に移転すると共に、株式会社カスミストアーに社名変更した。当時から本部主導のチェーン展開をするという方針を掲げ、東京・築地から鮮魚を仕入れて各店舗に配送する等の形で生鮮食料品の販売を手掛けていった。
金融機関からの融資だけではチェーン展開を進めるだけの出店資金が不足していた為、神林は取引先から借金をして出店するという方法で店舗展開を図り、昭和40年代に急速に店舗網を拡大していった。

### オールセルフサービスの導入から多角化そして上場へ
1971年（昭和46年）5月に茨城県稲敷郡阿見町に完全セルフサービス方式を導入した阿見店を開店した。1974年（昭和49年）12月に二宮店（芳賀郡二宮町、現・真岡市）を開店して栃木県へ進出、1976年（昭和51年）2月に湖北店（我孫子市）を開店して千葉県へ進出、1979年（昭和54年）5月に春日部藤塚店（春日部市）を開店して埼玉県へ進出、1981年（昭和56年）8月に大泉店（邑楽郡大泉町）を開店して群馬県へ進出するなど茨城県内に留まらない店舗展開を進めた。
湖北店は屋上駐車場のある郊外型でモータリゼーションに対応した店舗であった。1977年（昭和52年）に茨城県鹿島郡波崎町(現・神栖市)に長崎屋のフランチャイズで衣料品を販売するサンバードを導入し、1982年（昭和57年）9月には地元の老舗百貨店で霞百貨店のライバルだった小網屋と共に核店舗として茨城県土浦市の複合型商業施設「ピアタウン」に出店し、ショッピングセンターへ初進出した。1983年（昭和58年）に勝田駅に近い商店街表町通りの長崎屋勝田店内にも食品スーパーを出店するなど、積極的に新しいタイプの店舗展開を進めた。
1977年（昭和52年）12月に株式会社茨城県地区スパー本部を設立してボランタリーチェーン事業に乗り出し、1979年（昭和54年）にはファミリーレストランのろびんふっど（現ココス）を開店して外食産業に進出。1981年（昭和56年）10月にビッグベン学園店を開店して家電販売店に進出、1983年（昭和58年）5月に茨城県牛久市でホームセンターカスミを開店してホームセンターに進出。さらに1986年（昭和61年）に茨城県牛久市でブックランドカスミを開店して書店に進出するなど多角化も進められ、1985年（昭和60年）8月には事業の多角化を理由に社名を「株式会社カスミ」に変更した。
1982年（昭和57年）12月15日には東京証券取引所第2部に上場。1983年（昭和58年）には売上高が1000億円を突破し、1984年（昭和59年）8月には第1部に指定替えとなるなど急速に大手小売企業の一角にのし上がった。

### 更なる多店化と多角化
1990年（平成2年）に土浦のピアタウンと同じく百貨店の小網屋と共に茨城県岩井市(現・坂東市)のショッピングセンター「プリオ101」の核店舗として出店し、1991年（平成3年）12月20日に茨城県阿見町のショッピングセンター荒川沖ショッピングプラザにトイザらスの日本進出第1号店を開店させた。1992年（平成4年）3月に茨城県下妻市にあった旧下妻店を閉鎖し、代わりに国道125号線沿いにモータリゼーションに対応した下妻ショッピングプラザを出店して競争力強化を図った。1994年（平成6年）に同社初のショッピングセンターだった土浦ピアタウンの大幅増床・改装、1996年（平成8年）3月28日に福島県いわき市のいわきニュータウン内に長崎屋が開設したコミュニティーパワーセンター・ラパークいわきにホームセンター・カスミを出店。1996年（平成8年）2月に茨城県水戸市の赤塚西団地店を閉店して、代わりに1997年（平成9年）11月13日にドラッグストアや専門店を併設した姫子店を開店させるなどモータリゼーションとショッピングセンター化の進む状況への対応を進めた。
1992年（平成4年）11月20日に波崎店の衣料品売場を長崎屋のフランチャイズのサンバードから自社で展開するカスミアルファへの転換を図った。その後も1993年（平成5年）2月18日に茨城県牛久市で開業したカスミ牛久ショッピングプラザ、同年7月8日に茨城県北茨城市に開業した大津ショッピングセンターマ・メール、1997年（平成9年）2月27日に千葉県八街市に開業した八街店などにもカスミアルファを出店して直営での衣料品販売を展開した。1994年（平成6年）6月に茨城県大宮町（現・常陸大宮市）にファミリーレストラン・ココスを併設した常陸大宮店を開設、1997年（平成9年）に学園店の改装を行った際にフランチャイズによるドラッグストアを併設して医薬品販売に進出し、同年11月13日に姫子店にもドラッグストアを併設して医薬品販売も多店化するなど食品以外の直営売場を併設した店舗展開も進めた。それと共に、1996年（平成8年）4月19日に千葉県我孫子市に関連会社カスミプライム21の運営でインストアベーカリーや惣菜、百貨店で扱われているような高級な食材などを扱う高品質食品専門店プルシェ天王台店を開店、食品スーパーのアップグレード業態の展開を試みるなど従来の食品スーパーから取扱商品の幅を広げる方向性での出店も進められた。
1992年（平成4年）に米国最大のゴルフ用品専門店チェーンネバダ・ボブスプロショップと合弁で日本ネバダ・ボブスを設立して、1993年（平成5年）4月に茨城県つくば市に1号店を開店してゴルフ専門店事業へ進出した。このほか、自動車販売店のフォードカスミやレンタカー事業のカスミレンタリースなど主力事業の食品スーパーとは直接的な関連性の薄い事業への展開も図られた。1995年（平成7年）8月3日に子会社カスミコンビニエンスネットワークスが株式を店頭公開して上場しているコンビニエンスストア4社の一つとなり、1996年（平成8年）8月期末時点で849店舗を展開するなど多角化も推進されていった。

### 事業領域の見直し
1998年（平成10年）12月にホームセンターカスミ、ゴルフ専門店の日本ネバダ・ボブス、自動車販売店のフォードカスミやレンタカー事業のカスミレンタリースなど業績不振の関連企業5社を清算して整理損失約85.12億円を出すなど多角化事業の見直しに踏み切り、本業の食品スーパー事業への回帰を打ち出した。
その一環として1999年（平成11年）に高品質食品専門店プルシェ天王台店を閉店し、京北スーパーに譲渡して撤退。2000年（平成12年）5月にピーク時には10店舗以上展開したホームステージカスミの全株式をホーマックに売却してホームセンター事業から撤退。同年6月にココスジャパンを牛丼のすき家を展開するゼンショーと伊藤忠商事系列の食品卸会社に譲渡して、ファミリーレストラン事業から撤退。2001年（平成13年）3月に盛田グループのココストアへ同社グループの所有するカスミコンビニエンスネットワークスの全株式(約46.29%)を売却して、コンビニエンスストア事業から撤退。2005年（平成17年）には不振が続いていた直営衣料品店のカスミアルファを順次閉店して、将来的な衣料品販売からの撤退も視野に入れることを表明するなど事業の整理を進めて、食品スーパー事業に経営資源を集中させる方向へ舵を切っていった。

### 食品スーパーへの特化
創業期から東京・築地市場で鮮魚を直接仕入れ、店舗によっては川魚まで扱ったり、地元の漁港で水揚げされた魚を販売したりするなど鮮魚部門に強みを持っている。
この強みに加えて有機農産物や特別栽培農産物の野菜、地場産品や季節商品を含めた生鮮食料品を取り揃える方針を採っている。
1990年代半ばからインストアベーカリーや揚げ物、米飯類などの総菜の店内調理を導入するなど出来立ての食品の提供に力を入れている。

### 食品スーパー業態の多様化
2000年代に入ってからは基幹店として直営の売場面積2,000m2以上で輸入食品や少量パックなども豊富に取り揃えるなど食品を強化したフードスクエアカスミの展開に乗り出し、精肉店や惣菜店、インストアベーカリーなどの専門店を誘致するなど食の専門店としての機能を強化などを進めている。
2002年（平成14年）には茨城県内で展開する同業セイブと業務提携し、商品券がセイブと相互に利用可能になった。
2004年（平成16年）2月5日に開業した平須店、同年6月12日に開業した谷井田店などを皮切りに標準店としてのフードマーケットカスミの展開を進めている。
2004年（平成16年）11月に神立西店、2005年（平成17年）2月17日に竜ヶ崎市佐貫店と竜ヶ崎寺後店を全面改装し、同年3月1日にフードオフ運営事業本部とフードオフ販売部を新設することにより、販売管理費率約15%で粗利益率約18%の低コスト・低粗利で運営する低価格路線の業態フードオフストッカーを展開し、3業態を組み合わせることで集中出店している茨城県内などのドミナントエリアでの自社競合を回避しながらシェアを拡大しようとしている。
2004年（平成16年）3月18日にららぽーとが運営するつくば市のショッピングセンターLALAガーデンつくばの核店舗としてグラン・プルシェを開店して高級食品スーパーも展開している。

### 他社との提携や居抜き出店への取組み
2001年（平成13年）7月18日にマスダ牛久店の跡地に牛久栄町店を開店したことを皮切りに、2004年（平成16年）2月5日にエコス笠原店の跡にフードマーケットカスミ平須店、2005年（平成17年）6月に建物の賃借期限が来た際に期限を延長せずに閉店したボンベルタ伊勢甚日立店の跡に2006年（平成18年）11月11日に開業したさくらシティ日立にフードスクエアカスミさくらシティ日立店、総合スーパーを運営していたキンカ堂が経営悪化して食品販売から撤退したことを受けて2008年（平成20年）2月22日にフードマーケットカスミフィズ店、同年3月20日にフードマーケットカスミ堀米店、2011年（平成23年）12月8日に前橋サティの跡に開業したショッピングセンター前橋リリカ内に前橋リリカ店を各々開店させるなど居抜き出店にも取り組んでいる。
2002年（平成14年）1月25日に同じ茨城県を地盤としてスーパーマーケットを展開している株式会社セイブの株式の約14%を取得して資本・業務提携し、同年6月28日に民事再生法の適用を申請した茨城県中部を中心にスーパーマーケットを展開している主婦の店マルカワの営業譲渡を受けると発表して同年10月28日に約37億円で買収して営業譲渡を受けたほか、2006年（平成18年）9月にはベルナから千代川店と下妻東店の2店を譲り受けるなど地元のスーパーマーケットを傘下に収めて地盤である茨城県での店舗網の強化を図った。
2003年（平成15年）6月13日にイオングループとの資本・業務提携で合意し、同年8月末までにイオンが発行済み株式の約18.9%を取得して同グループの総合スーパーや食品スーパーなどと仕入や配送などの共同化を進めることになった。
この提携を受けて2004年（平成16年）2月20日に共同仕入機構「日本流通産業」（ニチリウグループ）を離脱し、プライベートブランド商品をくらしモアからトップバリュへと切り替えた。2007年（平成19年）4月27日にイオングループのショッピングセンター開発会社ロック開発が開業したロックシティ水戸南にフードスクエアロックシティ水戸南店、同年6月28日にはロックシティ守谷にフードスクエアカスミロックシティ守谷店(現在のフードスクエアカスミイオンタウン守谷店)を開店させたほか、売場の陳列棚などの共同調達やイオングループのグローバルサプライチェーンマネジメントへ人材を派遣するなど業務提携が進められ、イオンの持分法適用会社になっているが、2012年（平成24年）3月1日に新卒採用時から当社に勤務し続けている生え抜きの社長が誕生するなど現在も独立した経営を続けている。

### マルエツ・マックスバリュ関東との経営統合
2015年（平成27年）3月、マルエツやマックスバリュ関東と共に、持株会社「ユナイテッド・スーパーマーケット・ホールディングス株式会社」（USMH）を設立し、上記2社とともにその子会社となった。
その後、2016年（平成28年）11月には、当社とマルエツが発行する商品券において利用店舗が拡大され、両社での相互利用並びにマックスバリュ関東が運営する「マックスバリュ」や「マックスバリュエクスプレス」での当社発行の商品券の利用が可能となった（一部の店舗では利用不可）。
2017年（平成29年）10月には、USMH3社で取り扱うプライベートブランド（PB）「eatime（イータイム）」を立ち上げ、販売を開始。
2018年（平成30年）には、マルエツプチからノウハウを学び、水戸駅前に小型店舗「カスミ・プルシェ南町店」をオープン。その1階に小型店舗「カスミ・プルシェ南町店」として再出店した。
居抜き物件や他社からの譲渡による出店も引き続き進め、2022年（令和4年）には千葉県にてハヤシが運営してする全11店舗をイオングループへと譲渡することとなったことから、同年7月29日に開店した「カスミ茂原マーケットプレイス店」（旧：フードプラザハヤシ本店）を皮切りに、旭店（同年8月5日開店）、成東店（同年8月26日開店）、睦沢店（同年9月2日開店）、大綱店（同年9月16日開店）を順次オープンし、5店舗を引き継いだ。

## 沿革
- 1961年（昭和36年）
  - 6月16日[4] - 霞百貨店が関連会社として株式会社霞ストアー設立[13]。
  - 7月 - 1号店として石岡金丸店（茨城県石岡市）開店[4]。
- 1964年（昭和39年）9月 - 霞百貨店が京成電鉄の傘下に入る[14]
- 1967年（昭和42年）9月 - 神林照雄が代表取締役に就任[13]。
- 1968年（昭和43年）10月 - 茨城県土浦市に完成した本部センターへの本社移転と株式会社カスミストアーに商号変更[4]。
- 1971年（昭和46年）5月 - 完全セルフサービス方式を導入した阿見店開店[4]。
- 1974年（昭和49年）12月 - 二宮店を開店して栃木県へ進出[4]。
- 1976年（昭和51年）
  - 2月[4] - 千葉県我孫子市に屋上駐車場のある郊外型店の湖北店を開店して、千葉県へ進出[17]。
  - 12月 - 生鮮加工センター完成稼働[4]。
- 1977年（昭和52年）
  - 12月 - 茨城県地区スパー本部株式会社設立[22][23]（後にカスミコンビニエンスネットワークス、ココストアイーストを経て現在はファミリーマート）。
  - 波崎店に長崎屋のフランチャイズで衣料品を販売する「サンバード」を開店[18]。
- 1979年（昭和54年）
  - 5月 - 春日部藤塚店を開店して埼玉県へ進出[4]。
  - 「ろびんふっど」を開店して外食産業に進出[23]（後のココスジャパン）。
- 1980年（昭和55年） - 中央流通センター完成稼働。
- 1981年（昭和56年）
  - 8月 - 大泉店を開店して群馬県へ進出[4]。
  - 10月 - ビッグベン学園店を開店して家電販売店に進出[24]。
- 1982年（昭和57年）
  - 9月 - 茨城県土浦市のピアタウン土浦店を開店し、ショッピングセンターへ初進出[4]。
  - 12月15日 - 東京証券取引所市場第二部に上場[1]。
- 1983年（昭和58年）
  - 5月 - 茨城県牛久市に「ホームセンターカスミ」を開店してホームセンターに進出[25]。
  - 売上高が1000億円を超える[1]。
- 1984年（昭和59年）8月 - 東京証券取引所市場第一部に指定替え[4]。
- 1985年（昭和60年）
  - 7月 - 茨城県土浦市にて「株式会社オートラマカスミ」を設立、フォード車の販売業に進出。
  - 8月 - 商号を「株式会社カスミ」に変更[4]。
- 1986年（昭和61年） - 茨城県牛久市にブックランドカスミを開店して書店に進出[25]。
- 1987年（昭和62年）2月 - 惣菜等の食品製造を行う株式会社毎日の食卓センター（現・株式会社ローズコーポレーション）を設立[4]。
- 1988年（昭和63年）3月 - 株式会社カスミ家電（現・株式会社ワンダーコーポレーション）を設立[4]。
- 1991年（平成3年）
  - 神林照雄の弟・神林章夫が2代目社長に就任。
  - 12月20日 - 荒川沖ショッピングプラザにトイザらス日本進出第1号店を開店[27]。
- 1992年（平成4年）11月20日 - 波崎店の衣料品売場を長崎屋のフランチャイズのサンバードから直営のカスミアルファへ転換[18]。
- 1993年（平成5年）
  - 2月 - カスミつくばセンター（現社屋）完成[4]。
  - 4月 - 茨城県つくば市に日本ネバダ・ボブス1号店を開店してゴルフ専門店事業に進出[38]。
- 1994年（平成6年）6月 - オートラマカスミの商号を「株式会社フォードカスミ」に変更。
- 1995年（平成7年）
  - 8月3日 - 子会社カスミコンビニエンスネットワークスが株式を店頭公開[22]。
- 1997年（平成9年） - フランチャイズによるドラッグストアを開設して医薬品販売に進出[36]。
- 1998年（平成10年）12月 - ホームセンターカスミ、ゴルフ専門店の日本ネバダ・ボブス、フォードカスミやレンタカー事業のカスミレンタリースなど業績不振の関連企業5社の清算を発表[39]。
- 1999年（平成11年）9月 - 八郷店を開店して100店舗達成[4]。
- 2000年（平成12年）
  - 5月 - ホームステージカスミの全株式をホーマックに売却してホームセンター事業から撤退[43]。
  - 6月 - ココスジャパンをゼンショーと伊藤忠商事系列の食品卸会社に譲渡してファミリーレストラン事業から撤退[45]。
  - 本社を土浦市東中貫町1-3（現・カスミ中貫ドライセンター）から、カスミつくばセンターに移転。
- 2001年（平成13年）
  - 3月 - ココストアへカスミコンビニエンスネットワークスの全株式を売却してコンビニエンスストア事業から撤退[46]。
  - 8月 - 株式会社カスミトラベル設立[4]。
- 2002年（平成14年）
  - 1月25日 - 株式会社セイブと資本・業務提携[67]
  - 10月28日 - 民事再生法の適用を申請した「主婦の店マルカワ」の営業譲渡を受ける[85][69][71][86]。
  - 11月 - 株式会社ワンダーコーポレーションが株式会社ケーズデンキと資本・業務提携[24]。
- 2003年（平成15年）6月13日 - イオングループとの資本・業務提携で合意。8月末までにイオンが発行済み株式の約18.9%を取得[73]。
- 2004年（平成16年）
  - 2月5日 - フードマーケットカスミ平須店を開店[53]。
  - 2月20日 - 共同仕入機構ニチリウグループを離脱し、プライベートブランド商品を「くらしモア」から「トップバリュ」へ切替[73]。
  - 10月 - 株式会社ワンダーコーポレーションがジャスダック（店頭市場）に上場[4]。
  - 11月 - 神立西店を改装してフードオフストッカー神立西店を開店[56]。
  - 岩瀬流通センター稼動。
- 2005年（平成17年）
  - 3月1日 - フードオフ運営事業本部とフードオフ販売部を新設[56]。
- 2006年（平成18年）
  - 9月 - ベルナから千代川店と下妻東店の2店を譲り受ける[72]。
  - 「食育プロジェクトチーム」発足、食育士制度を導入。
- 2007年（平成19年）
  - 年間お客様数延べ1億人突破。
  - 7月 - 関連会社に移管して営業していたフォードカスミを、茨城県の中古車販売店「ナオイオート」に譲渡。自動車販売業から撤退する。
- 2008年（平成20年） - インターネットショップ「あんあんnet」オープン。
- 2009年（平成21年）9月 - 食品の製造及び販売を行う株式会社カスミグリーンを設立[4]。
- 2013年（平成25年）8月20日 - フードスクエアガーデン前橋店（群馬県前橋市）において、営業時間内に男性客がアイスケースの中に侵入し、その様子を撮影した画像がインターネット上に掲載されていた事案が発覚[87]。当該画像は同8月19日夜前記の男性客がツイッターに投稿したものであり、外部からの指摘により事実であることが判明した[88]。カスミ側では、発覚後直ちに該当商品の撤去等の対策を講じている[89]。事件の項参照。
- 2014年（平成26年）
  - 4月1日 - 東京都1号店である、フードスクエアカスミオリナス錦糸町店が開店[90]
  - 5月19日 - 親会社のイオンと総合商社の丸紅が共同で持株会社を立ち上げ、株式会社マルエツおよびマックスバリュ関東株式会社と経営統合すると発表[91]。
- 2015年（平成27年）
  - 2月25日 - ユナイテッド・スーパーマーケット・ホールディングス株式会社（以下、U.S.M.Holdings）への株式移転のためこの日をもって上場廃止[2]。
  - 3月2日 - マルエツやマックスバリュ関東と共にU.S.M.Holdingsを設立し、その傘下となる[7]。
- 2016年（平成28年）
  - 11月15日 - U.S.M.Holdingsのグループ会社内での商品券の利用拡大に伴い、カスミ商品券が「マルエツ」「マルエツ プチ」「リンコス」「スーパーマーケット魚悦（鮮魚専門店の魚悦糀屋店を除く）」及びマックスバリュ関東運営の「マックスバリュ」「マックスバリュエクスプレス（一部店舗を除く）」でも利用可能となり、一方で、「フードスクエアカスミ」「フードマーケットカスミ」「FOOD OF ストッカー」でマルエツ商品券の利用が可能となった[92]。
- 2018年（平成30年）
  - 3月1日 - 電子マネー「WAON」が導入され、店頭決済やイオン銀行ATMでの現金チャージが可能となる。また、イオン銀行が発行するクレジットカード「カスミカード」がWAON一体型へ切替（WAON一体型ではカード券面左下に「Happy Waon（ハッピーワオン）」が描かれている）[11]。
- 2019年（令和元年）
  - 7月14日 - 本社に「カスミいいねの森保育園」併設[93]。
  - 12月11日 - 茨城県庁と、農林水産業の活性化などで包括連携協定を締結[94]。
- 2020年（令和2年）
  - 3月26日 - 「オフィススマートショップ」の1号店が茨城県庁内にオープンする。
- 2022年（令和4年）
  - 1月28日 - 新業態「BLANDE」の1号店であるつくば並木店が開店[95][96][97][98][99]。
  - 5月10日 - 不動産業への専念の為スーパーマーケット事業を撤退することとなった株式会社ハヤシから一部の店舗を借り受ける形で新規出店することを発表[100]。
  - 7月29日 - 株式会社ハヤシからの承継店舗1号店となる茂原マーケットプレイス店（旧:フードプラザハヤシ本店）が開店[83][84]。
- 2023年（令和5年）
  - 4月 - コーポレートロゴをカタカナ表記の「カスミ」から「BLANDE」のロゴデザインに準じた英字表記の「KASUMI」へ改定。
  - 6月1日 - プリペイドカード「Scan&Goカード」の配布を開始。これにより、スマートフォンが必須だった「Scan&Go ignica」がスマートフォンなしで利用可能となる[101]。

## 運営店舗

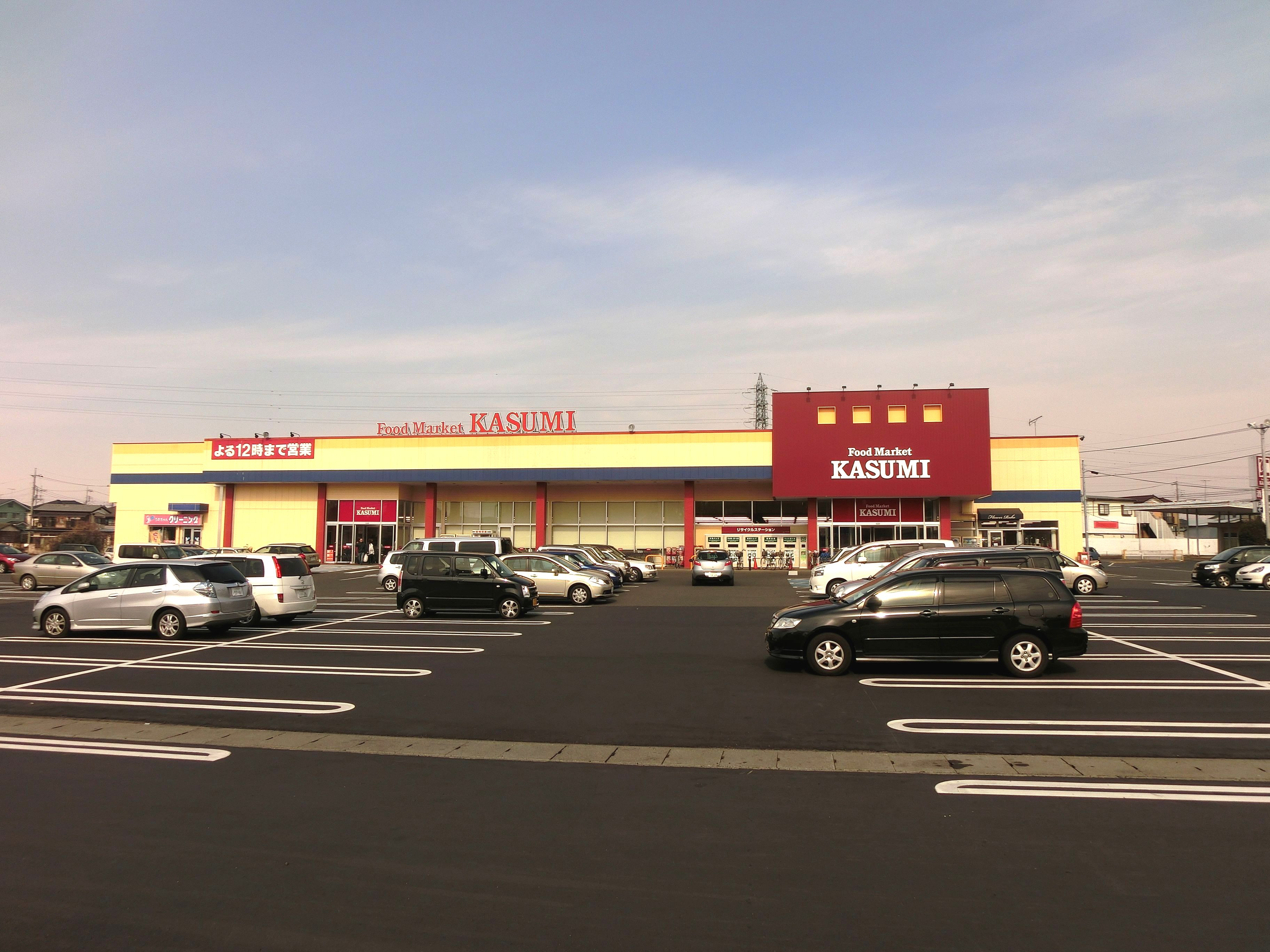
フードマーケットカスミ（古河店）

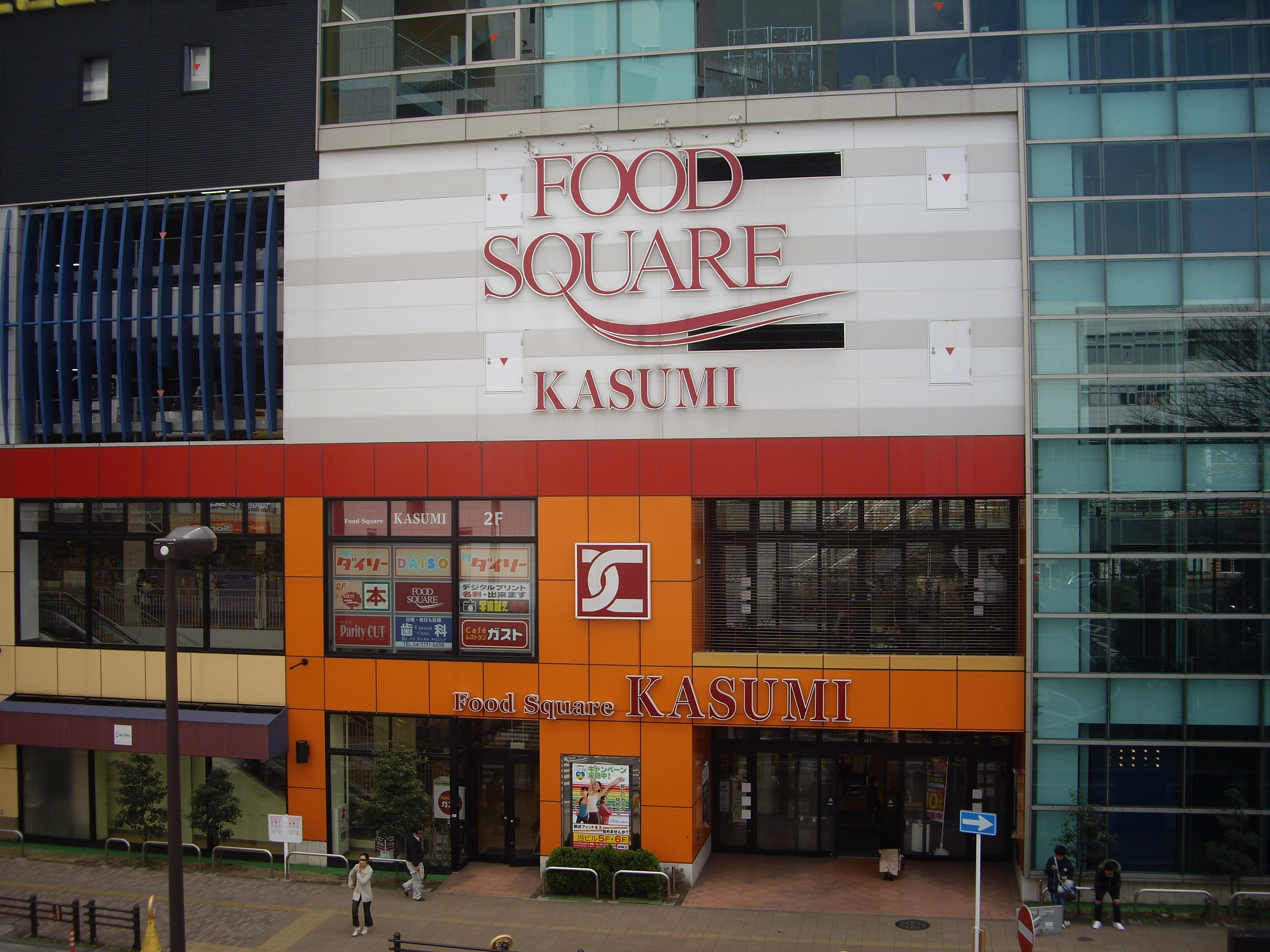
フードスクエア（南柏駅前店）

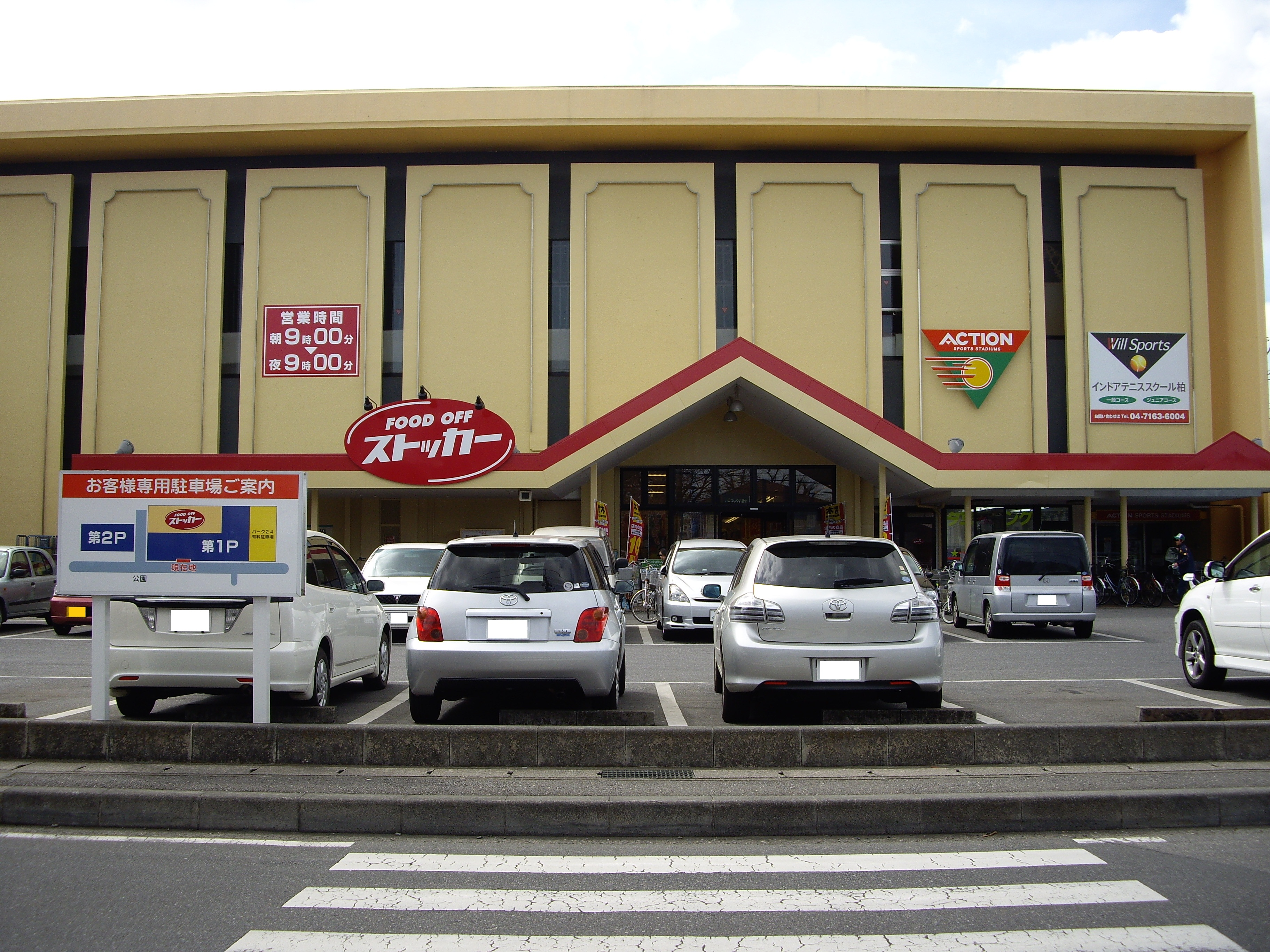
FOOD OFFストッカー（柏中央店）

### 業態
FOOD MARKET KASUMI（フードマーケット カスミ）
カスミの標準店舗。一部店舗では単に「カスミ」と表記。
FOOD SQUARE（FS、フードスクエア）
直営の売場面積2,000m2以上で輸入食品や少量パックなども豊富に取り揃えるなど食品を強化した業態。
FOOD OFF ストッカー（FO、フードオフ ストッカー）
販売管理費率約15%で粗利益率約18%という低コスト・低粗利で運営するディスカウント業態。基本的に通常のカスミ店舗と同じであるが、サービスカウンターが設置されておらず、商品券の購入などができない。但し商品券の使用自体は可能。
Plechèf（プルシェ）
かつて高級スーパー事業として使用していた業態。前述の通り京北スーパーに売却し、いったん撤退したが、輸入食品などの専門店「プルシェつくばキュート店」に再びこの名前を使用し、小型スーパー「カスミ・プルシェ南町店」にも採用。店名の由来は「ミニスーパー」であることに因む。
Gland Plechèf（グラン・プルシェ）
2004年（平成16年）3月18日にららぽーとが運営するつくば市のショッピングセンター「LALAガーデンつくば」の核店舗として開店した高級食品スーパー。2022年（令和4年）10月16日に、LALAガーデンつくばの閉店に伴い、閉店。
BLANDE（ブランデ）
2022年（令和4年）より展開を開始した新業態。店舗によって特徴が異なるため、詳細は#特色のある店舗を参照。
カスミアルファ
直営の衣料店だが、不採算が続いているため縮小する方向で進んでいる。
カスミの一部店内に併設されているが、本業である食品スーパー事業のセール・企画の対象外となっている。
ピア
ショッピングセンター業態。ピアタウンやピアシティ、ピアポートなど複数の名称がある。
ファミリーマートプラスカスミ
ファミリーマートとの提携店舗。2020年2月時点で埼玉県内に3店舗を展開。
オフィススマートショップ
2022年3月より展開を開始した企業の事務所や自治体施設内にて展開している無人店舗。喫茶店やマンションへの出店も見られる。利用客がスマホ決済アプリ「Scan&Go」を使用して決済するため常駐スタッフはおらず、近隣の有人店舗が週1回ほど商品補充や清掃を行う。2023年11月には店舗数が150店舗を突破した。

### 現在の店舗

#### 特色のある店舗
- 筑波大学店 - 2018年10月1日に筑波大学内に開業した[104]。全レジのセルフレジ化・キャッシュレス対応がされているほか、イスラム教徒向けのハラルフードにも対応している[105]。筑波大学関係者以外の使用も可能[104]。
- BLANDEつくば並木店 - 2022年1月28日に開業。同じくイオン系列のドラッグストアであるウエルシア薬局と共同出店した店舗。売り場とレジを一体化しており、医薬品を除く食料品と化粧品や日用品などをまとめて決済することができる[95][96][97][98][99]。

### 閉店した店舗
×は建物が解体された店舗。

#### 茨城県
- 石岡金丸店× -石岡市金丸町1474[106]、 1961年（昭和36年）7月1日に開店した[106]1号店[4]。店舗面積545㎡[106]。
- 石岡若松店 - 2010年（平成22年）2月期に閉店[107]。 現・セイブ若松店。[要出典]
- 土浦小松店× - 高津店開店による発展的解消。[要出典]
- FOOD OFFストッカー神立西店 - ストッカー転換1号店であったが、2018年11月4日に閉店。11月16日に「フードマーケットカスミ土浦中神立店」として移転。跡地は特例子会社の「カスミみらい」となっている。
- 荒川沖駅前店×
- 牛久駅前店×
- 牛久栄町店 - 2001年（平成13年）7月18日にマスダ牛久店の跡に開店[59]。 ひたち野牛久店開店による発展的解消。跡地は新古書店。[要出典]
- 竜ヶ崎店× - 龍ケ崎市竜ケ崎284-2[108]、1961年（昭和36年）7月1日開店[108]。店舗面積450㎡[108]。
- 北竜台店・にれの木店× - 両方とも跡地はユニー竜ケ崎店（竜ヶ崎中央店・竜ヶ崎にれの木店）となり、うち竜ヶ崎中央店は解体後イトーヨーカドー竜ヶ崎店の駐車場となり、竜ヶ崎にれの木店は空き店舗を経て解体、現在はウエルシア薬局。[要出典]

- 龍ヶ崎中央店× - 跡地はディスカウントスーパーヒーローが出店したが移転により解体。現在は常陽銀行。地元百貨店の小網屋、レストラン森永と共に「竜ヶ崎ショッピングセンター」(竜ヶ崎ショッピングセンターリブラとは無関係)の核テナントとして出店していた。[要出典]
- 龍ヶ崎寺後店 -  2005年（平成17年）2月17日に全面改装してフードオフストッカーに業態転換[56]したが、2006年（平成18年）2月15日に閉店[109]。跡地に筑波銀行。
- 谷田部店 -  2005年（平成17年）10月16日に閉店[109]。みどりの駅前店開店による発展的解消。現在はカスミトレーニングスクール。[要出典]
- 谷和原店× -  2008年（平成20年）2月期に閉店[110]。近隣に2006年（平成18年）3月に開店したみらい平駅前店[111]、きぬの里店開店により発展的解消。建物解体後、跡地はケーズデンキつくばみらい本店となっている。[要出典]
- 岩井店 ✕- 1990年（平成2年）に百貨店の小網屋と共に茨城県岩井市（現・坂東市）のショッピングセンタープリオ101の核店舗として出店していた[26]。
- 久下田店
- 旧下妻店 - 下妻市新町丙205[106]、 1967年（昭和42年）10月14日開店[106]。店舗面積330㎡[106]。閉店して代わりに1992年（平成4年）3月に国道125号線沿いにモータリゼーションに対応した下妻ショッピングプラザを出店[28]。
- 石下店× - 2002年（平成14年）2月期に閉店[112]。(跡地に七井新聞店、開倫塾）
- 総和ピアタウン店 → 総和店 - 閉店後別業態が入店。
- 赤塚西団地店 -  1996年（平成8年）2月に閉店して代わりに1997年（平成9年）11月13日にドラッグストアや専門店を併設した姫子店を開店[31]。
- 姫子店 - 1997年（平成9年）11月13日にドラッグストアや専門店を併設した姫子店を開店し[31]、2005年（平成17年）6月4日に閉店[113]。

跡地はゲームセンター → クリエイトSD → ワンダーレックス（後に移転） → セイブ食彩館水戸姫子店を経て、現在はBOOKOFF SUPER BAZAAR水戸姫子店。
- FOOD OFFストッカー渡里店× -  主婦の店マルカワから運営を移行させた店舗[114]だったが、2018年5月27日に閉店。6月8日に旧マックスバリュ堀町店の跡地に「フードスクエアカスミ水戸堀町店」として移転。
- FOOD OFFストッカー上水戸店 -  2019年4月14日に閉店。4月26日に「フードスクエアカスミ水戸西原店」として移転。店舗は茨城交通上水戸駅跡に建っていた。[要出典]
- ミーモ店× -  2005年に閉店したダイエー水戸店の跡地に開業したMIMOの核店舗として2007年10月19日に開店。2011年に東北地方太平洋沖地震（東日本大震災）が起き、その影響で建物の管理維持が困難になったことから、管理会社の要請により2013年4月21日に閉店した[115][116]。その後解体され、跡地はタカラレーベンがマンション開発を行い[79]、その1階に小型店舗「カスミ・プルシェ南町店」として再出店[80]。
- 下市店× -  セイブ下市店を経て解体。現在は家が建っている。[要出典]
- 高場店 - 2002年（平成14年）2月期に閉店[112]。現・中古車販売店BCNひたちなか。[要出典]
- 勝田駅前店 - 1983年（昭和58年）にJR常磐線勝田駅前の商店街にある長崎屋勝田店内に出店。1997年（平成9年）4月26日に改装した[21]が、2012年（平成24年）2月期に閉店[117]。現在は長崎屋が直営で食品売り場を運営。
- フードスクエアさくらシティ日立店× -  ボンベルタ伊勢甚日立店跡に2006年（平成18年）11月11日に開業したさくらシティ日立[118]の核店舗として出店[119]、運営会社が資金面を依存していたリーマン・ブラザーズの経営破たんにより資金繰りが困難となったため2008年（平成20年）10月15日に閉鎖されることに伴って閉店することになった[120][121]。2009年（平成21年）10月17日から解体工事が行われて[122]跡地を買収し[123]、フードスクエアカスミ日立神峰店を[124]2010年（平成22年）12月2日に開店した[125]。
- 日立多賀店 -  2007年（平成19年）2月期に閉店[126]。現在はピンクパンサー日立店。[要出典]
- 日立日高店 - 跡地はサンユーストアー日高店になったが閉店。その後解体され、現在は創価学会日立平和会館。[要出典]
- 大津店 - 1993年（平成5年）7月8日に茨城県北茨城市に開業した大津ショッピングセンターマ・メールの核店舗として衣料品売場カスミアルファも併設して開店した[33]が、2005年（平成17年）3月17日に閉店[109]。現在はトライアル北茨城店。[要出典]
- 松ヶ丘店
- トムズ那珂店× - 2003年（平成15年）11月27日に「主婦の店マルカワ」から運営を移行させた店舗[114]だったが、2007年（平成19年）2月期に閉店[126]。
- トムズ友部店 - 2003年（平成15年）12月に主婦の店マルカワから運営を移行させた店舗[114]だったが、2007年（平成19年）2月期に閉店[126]。
- 結城北店 - 2005年（平成17年）5月15日に閉店[109]。
- 竹園店 - 2005年（平成17年）7月31日に閉店[109]。
- FOOD OFFストッカー牛久ししこ店 - 2010年（平成22年）2月期に閉店[107]。現・ウエルシア。スクラップアンドビルドにより隣接するホーマック牛久店跡地に移転。[要出典]
- フードマーケットカスミフィズ店 - 総合スーパーを運営していたキンカ堂が経営悪化して食品販売から撤退した[63]ことを受けて2008年（平成20年）2月22日に開店した[64]が、2011年（平成23年）2月期に閉店[127]。
- 旧境店 - 2009年（平成21年）2月期に閉店[128]
- 旧小川店 - 1995年（平成7年）2月期の下期に改装が行われて[29]2009年（平成21年）2月期に閉店し[128]、2009年（平成21年）1月23日に近隣のピアシティ小川内に「フードスクエア小川店」が後継店舗として開業[129]。
- 旧笠間店 - 2008年（平成20年）2月期に閉店[110]。 → 約1kmほど先の現店舗(フードマーケット笠間店)に移転[130]。
- 真壁店× - 2008年（平成20年）2月期に閉店[110]。→解体（跡地にひなの里保育園）。
- 鹿嶋店× - 旧店舗からの移転。当時グループだったホームセンターカスミ（現・DCMホーマック鹿嶋店）を併設。閉店後はスポーツ用品店のカムイが入居するものの、2012年に移転。その後は建物は解体され、ホーマックが建て替えの上、店舗を拡大した。[要出典]
- 旧鉾田店× - 鹿島郡鉾田町1585[106]、 1964年（昭和39年）10月1日開店[106]。店舗面積330㎡[106]。2006年（平成18年） 3月8日に閉店[131]。
- 麻生店× - 跡地には同じイオングループのミニストップが出店。[要出典]
- 水海道店 - 水海道市宝町宝洞宿3372-1[106]（現・常総市）、 1968年（昭和43年）10月17日開店[106]。店舗面積594㎡[106]。同じ水海道地区内に2015年（平成27年）3月1日に水海道栄町店が開店した[132]。
- 旧江戸崎店× - 2016年（平成28年）7月30日に閉店、8月5日に「フードスクエアカスミ江戸崎パンプ店」（5月に閉店したエコスの跡地）に移転開店[133]。
- 旧潮来店 - 1975年の開店から15年間営業し[134]、潮来ショッピングセンターアイモア内に移転。
- 潮来店 - 旧店舗からの移転で、1990年（平成2年）11月30日に潮来ショッピングセンターアイモアの核店舗として出店した。2019年（平成31年）1月15日に閉店[134]。
- 岩瀬店 - 西茨城郡岩瀬町明日香1−7、隣接していたマルカワ岩瀬店をカスミ岩瀬御領店へ業態転換する際、自社競合となってしまった為閉店[135]。閉店後はWonderGOOが入居したが撤退した。
- 三和店× - 猿島郡三和町諸川498-2（現・古河市）、1997年（平成9年）11月20日に開店。隣接施設にウエルシア古河三和東店や明光義塾三和校やセブン-イレブン古河東諸川店などがある。2022年（令和4年）6月26日に2km先にある後継店舗『フードスクエア古河諸川店』（7月15日オープン）に移転するため閉店し、約25年間営業し続けた。閉店後は、2023年（令和5年）12月6日にベルク古河諸川店が、跡地に開店した。

#### 千葉県
- 八日市場店 - 2009年（平成21年）2月期に閉店[128]。
- 旧旭店 - 2000年（平成12年）1月27日に開店した[136]が、2009年（平成21年）2月期に閉店[128]。2022年（令和4年）にフードプラザハヤシの跡地へ再出店[137]。

#### 栃木県
- 野木ショッピングプラザ店 - 2002年（平成14年）2月期に閉店[112]。× → 解体
- 足利店→ホームセンターカスミ足利店→ファッション市場「サンキ」足利店
- 真岡店→FOOD OFF ストッカー真岡店となって開店
- 堀米店 - 総合スーパーを運営していたキンカ堂が経営悪化して食品販売から撤退した[63]ことを受けて2008年（平成20年）3月20日に開店した[65]が、2010年（平成22年）4月25日に閉店[138]。

#### 群馬県
- 太田ピアタウン店 → キンカ堂Kパワー → 中古車販売BCN太田店→パチンコ店 - 1983年（昭和58年）12月に開店した大規模な駐車場を併設した店舗だった[139]。店舗跡にはキンカ堂が進出したが、1999年（平成11年）10月10日に閉店した[140]。
- フードスクエアガーデン前橋店　- 2009年（平成21年）4月24日開業[141]。2021年（令和3年）1月10日閉店[141][142]。
- 前橋リリカ店 - 2011年（平成23年）12月8日開業[141]。2021年（令和3年）1月17日閉店[141][143]。

#### 埼玉県
- フードスクエア三郷駅前店× - 2005年（平成17年）11月に旧サティ三郷店の建物を改装した商業施設「ワオシティ三郷」内に開店したが、老朽化に伴う建て替えのため2021年（令和3年）2月21日に閉店。同年3月1日、近隣地に仮設店舗の「フードマーケット三郷駅前店」として移転[144][145]。
- フードマーケット三郷駅前店 - 上記の「フードスクエア三郷駅前店」建て替えのための仮設店舗として2021年3月1日開店。2024年（令和6年）6月2日に閉店し、同月20日にフードスクエア三郷駅前店跡地に新設の「BLANDE三郷店」として再移転[146][147]。

#### 東京都
- フードスクエアオリナス錦糸町店 - 2014年（平成26年）4月1日[148]にカスミの都内初の店舗としてオリナスコアの地下1階に開店したが、業態転換のため2024年（令和6年）8月下旬に閉店し、「BLANDEオリナス錦糸町店」として同年9月27日に再開店[149]。

## カスミつくばセンター
1992年（平成4年）に本社及び研修センターとして建てられた。かつてはワンダーコーポレーションの本社も入居していた。
地上6階建て、延床面積は10,614.11m2。
建物は木々の緑・空気の青・土の色がイメージされている。
左右に円形・台形の2つの屋根があり、大小4つの形状がバランス良く配置されている。設計はマイケル・グレイヴス・アーキテクト、施工は長谷工コーポレーション・大林組JV。マイケル・グレイヴスは「磯崎新のつくばセンタービルがあるこのつくばに私の作品も完成したことは意義深い」と述べている。

## 関連企業
- ローズコーポレーション（連結子会社） - 惣菜・弁当などの食品加工会社。
- 協栄エイアンドアイ（連結子会社） - 保険代理店業。リース業他
- 株式会社カスミグリーン - 野菜のサラダの製造会社
- 株式会社カスミみらい(特例子会社) スーパーマーケット「カスミ」各店で販売している大根・白菜・キャベツなどを加工・包装。

### かつてグループ企業であった会社
- 霞百貨店（旧豊島百貨店） - 茨城県土浦市にあった百貨店で、第二次世界大戦後に霞百貨店となり[153]、同社の関連会社としてカスミは設立された為、かつては親会社であった[13]。
- ココスジャパン（旧ろびんふっど） - ファミリーレストラン。1979年（昭和54年）に「ろびんふっど」として開店[1]。2000年（平成12年）6月にすき家を展開するゼンショーと伊藤忠商事系列の食品卸会社に譲渡[45]。
- カスミコンビニエンスネットワークス - 主に関東地区[22]と沖縄地区[154]におけるホットスパーの経営[155]。2001年（平成13年）3月に東海地方に拠点を置くココストアに売却[46]。2008年（平成20年）にココストアイーストに社名変更となった[156]。
- ホームステージカスミ（旧カスミホームセンター） - ホームセンター。2000年（平成12年）5月にDCMホールディングス傘下のホーマックに譲渡[43]。
- カスミハウジング（現・カスミック） - 不動産業。MBOによりグループから離脱。
- フォードカスミ（旧オートラマカスミ） - フォード車の販売。関連会社の協栄エイアンドアイに移管して営業を継続するも、2007年（平成19年）に茨城県の中古車販売店「ナオイオート」に譲渡。「フォード茨城」の名で営業中。
- カスミトラベル - 旅行業。2016年6月13日解散決議。
- ワンダーコーポレーション（旧持分法適用関連会社） - ゲームソフト、CD、DVDなどの各種ソフトや書籍、携帯電話販売などを扱うWonder Gooを展開。1988年に本体の家電部門（カスミ家電）を分社化して設立。2002年までは祖業である家電部門は、ギガスケーズデンキ（現・ケーズホールディングス）に事業の譲渡及び株式の一部譲渡の上撤退している。2018年（平成30年）3月29日に保有全株式をRIZAPグループに譲渡。JASDAQ上場企業。

### 流通センター
- カスミ中央流通センター - 茨城県かすみがうら市上稲吉2045-1（現在97店舗を扱っている）
- カスミ岩瀬流通センター - 茨城県桜川市御領1-19（中央流通センターから受け継ぐ形で稼動。現在42店舗を扱っている。）

## 事件
2013年8月19日、群馬県前橋市の「フードスクエアガーデン・前橋店」を利用していた男性客がアイスクリーム用の冷凍庫に入って、それをTwitterに別の利用客が撮影し、投稿していたことが分かった。同社によると翌20日、この写真を見た人からの指摘を受けて、問題の冷凍庫に陳列していた商品を一度全撤去、消毒作業を行い、新しい商品へ入れ替える処置をとった。なお問題の商品を購入した顧客には必要に応じて商品の返金に応じるとしている。
この問題の行為を行ったのは群馬調理師専門学校に通ういずれも18歳（事件当時）の男子の生徒2人で、同校は「このような行為をやってはいけないことは、専門学校で学ぶ以前に身につけなければいけないこと。食を学ぶ以前に人間として許されない」として、この2人の生徒に対し、退学処分を下した。さらにこの生徒2人はカスミの本部を両親らとともに訪れて謝罪を行った。なお、カスミは警察に被害届を提出し、2人に対して損害賠償を請求する方針を予定している。

## 参考資料
- 神林留学生奨学会『高遠なる理想、平凡なる実行』1995年、4-9頁。(要pdf)
- NPO法人つくば建築研究会『TSUKUBA ARCHITECTURE PHOTO FILE つくば建築フォトファイル』NPO法人つくば建築研究会、2005年12月20日、364pp. ISBN 4-9902731-0-9
- 『有価証券報告書 ‐ 第54期』株式会社カスミ。